# Симбіонт (відеогра)
Симбіо́нт (рос. Симбионт) — відеогра, розроблена компанією Targem Games, і видана компанією Бука у 2008 році. За межами СНД гра вийшла під назвою «Swarm» (укр. рій). Версія для Xbox 360 була випущена в 2010 і отримала назву MorphX.
Сюжет оповідає про боротьбу людей з іншопланетними загарбниками під назвою «Рій». Події відбуваються в зруйнованій Москві через 2 роки після атаки. Головний герой відкриває в собі здатність змінювати власне тіло за рахунок генів прибульців, що стає ключем до виживання людей.

## Ігровий процес
Гра поєднує елементи шутера і слешера. Впродовж сюжету доступна як стрілецька зброя та гранати так і зброя ближнього бою, якою можна розрубувати ворогів. Періодично доступні добивання ворогів спеціальними ударами. Одночасно можна нести два види зброї і гранати. Гравець отримує спеціальні уміння як бачення в темноті чи сповільнення часу, які потребують енергії. Здоров'я відновлюється аптечками і вмістом іншопланетних коконів, а також при активації певних умінь. Енергія — з коконів і переможених ворогів.
Кокони досить часто зустрічаються в різноманітних місцях. В них містяться різнокольорові фрагменти. Червоні відновлюють здоров'я, оранжеві — енергію, білі використовуються для розвитку умінь, сині містять секретні дані «Рою».
Кожне уміння розвивається у формі міні-гри на полі з шестикутників, де необхідно з'єднати червоні і зелені гени. З'єднуються вони фрагментами ліній, які поміщаються на шестикутники. Це можуть бути прямі, косі лінії, або розвилки.
Аналогічною міні-грою одержується доступ до ворожих панелей управління.

## Сюжет
У 2008 році світ зазнав нападу іншопланетян, прозваних «Роєм». Вони подорожували від планети до планети впродовж тисяч років. поглинаючи різноманітні місцеві види і створюючи з них істот для власних потреб. Людська зброя не завдала їм значної шкоди і залишки населення були змушені ховатися, ведучи партизанську війну. Згодом на руїнах міст почали з'являтися мутовані прибульцями земні істоти, в тому числі й люди.
Головний герой, мало що пам'ятаючи, отямлюється в підвалах, де нещодавно загинули солдати в бою з іншопланетянами. Озброївшись трубою, він шукає вихід назовні і вбиває істоту, яка поглинає трупи солдатів. Ця істота раптом сама поглинається його тілом і персонаж гравця втрачає свідомість.
Його знаходять солдати та забирають з собою, але помічають дивну поведінку героя. Вважаючи його мутантом, вони нападають і солдатів для самозахисту доводиться вбити. Тим часом проявляється здатність користуватися коконами «Рою» на користь собі. На вулиці відбувається сутичка з велетинським чудовиськом «Тварюкою», яку герой обстрілює з зенітної гармати і, скориставшись нагодою, коли на бій прилітають вертольоти, тікає.
Знову втративши свідомість в метро, він отямлюється частково мутованим, але отримав більшу силу та органічний меч. В глибині метро герой знаходить і відключає ворожий реактор, що виводить з ладу технології «Рою» в районі. Персонаж гравця, надіючись знайти ліки від своєї мутації, виходить на поверхню. Він нарешті знаходить солдатів, які не стріляють в нього. Один з бійців говорить, що той допоміг йому в лабораторіях, але герой цього не пам'ятає. Пройшовши у згадувані лабораторії, він ще більше мутує, але починає згадувати це місце.
В ході подальших подорожей він опиняється в центральній структурі прибульців, де один з лідерів «Рою» спілкується з героєм. «Рій» говорить, що персонаж гравця є найдосконалішим його творінням, оскільки зберіг розум, на відміну від інших мутантів. Він розкрив прибульцям розташування людських сил і надав чудовий матеріал для виведення нових видів істот «Рою». Розгніваний герой знищує центр структури, але повністю втрачає людський вигляд.
Скоро він згадує те, що забув — він є результатом експерименту людей, а не іншопланетян. Люди розробили антидот від мутацій, який дозволяв зберегти розум, але, як виявилося, не захищає від спотворення тіла. Для його випробування обрали людину, якій нічого було втрачати.
Герой допомагає солдатам вбити «Тварюку», яка досі ходила містом, і біжить боротися з залишками «Рою».

## Відгуки
| Агрегатор  | Оцінка |
| ---------- | ------ |
| Metacritic | [ 1 ]  |

| Видання  | Оцінка |
| -------- | ------ |
| GameSpot | 40/100 |

| Видання     | Оцінка |
| ----------- | ------ |
| Домашний ПК | 3/5    |

Російські оглядачі в більшості добре зустріли «Симбионт». Так «Игромания» в рубриці «Вердикт» підсумувала свою рецензію словами: «Це треш в хорошому сенсі слова: жорстокий, динамічний, а подекуди навіть смішний. Якщо ви невибагливо чекаєте від ігор генетичних експериментів, ідіотських діалогів, величезних босів і куп м'яса, то у Targem Games все це є». ЛКИ похвалили графіку, систему розвитку персонажа у формі міні-гри, оцінивши гру у 8.4 з 10 балів.
Версія для Xbox 360 отримала низькі оцінки від критиків (в середньому 33 бали зі 100), але значно кращі від гравців.

## Нагороди
У 2008 році «Симбионт» на церемонії вручення премії «КРИ Awards» отримала статус найбільш нестандартного проекту КРИ того року.